# 톨리야티
톨리야티(러시아어: Толья́тти, 영어: Tolyatti, 문화어: 똘랴찌)는 러시아 사마라주의 도시로 인구는 2025년 662,683명이다.
볼가강에 접해 있고, 쿠이비셰프 인공호의 최남단에 위치해 있다. 모스크바에서는 남동쪽으로 약 1,000km지점에 위치해 있다.
1737년에 건설되었는데 스타브로폴(러시아어: Ста́врополь, 혹은 북코카서스의 스타브로폴과는 구별하기 쉽도록 스타브로폴나볼게(러시아어: Ста́врополь-на-Во́лге, 볼가 강에 접한 스타브로폴))라는 이름이 붙여졌다.
1950년대의 쿠이비셰프 댐의 건설에 따라 아래에 있던 마을은 수몰되었고, 새로운 장소에 마을이 이동되었다. 1964년 같은 해에 사망한 이탈리아 공산당 서기장 팔미로 톨리아티(Palmiro Togliatti)를 기념해서 톨리야티로 개칭했다.
1966년부터 가동하고 있는 자동차 공장이 유명하고, 1970년부터 2012년까지 지굴리(Жигули)가 생산되었다.

## 테러
2007년 10월 31일에 폭탄 테러가 발생해 8명이 죽고, 51명이 부상당했다.

## 자매 도시
- 독일 볼프스부르크 (1991)
- 미국 플린트 (1992)
- 불가리아 카잔러크 (1995)
- 중국 뤄양 시 (2000)